# بایربرون
بایربرون (به آلمانی: Baierbrunn) یک شهر در آلمان است که در منطقه مونیخ واقع شده‌است.

## خصوصیات
بایربرون ۷٫۲۱ کیلومترمربع مساحت دارد ۶۲۶ متر بالاتر از سطح دریا واقع شده‌است.